# Co się przydarzyło Haroldowi S?
Co się przydarzyło Haroldowi S.? – amerykańsko-brytyjska komedia z 1999 roku.

## Główne role
- Tom Courtenay – Harold Smith
- Michael Legge – Vince Smith
- Laura Fraser – Joanna Robinson
- Stephen Fry – Dr Peter Robinson
- Charlotte Roberts – Lucy Robinson
- Amanda Root – Margaret Robinson
- Lulu – Irene Smith
- David Thewlis – Nesbit
- Charlie Hunnam – Daz
- Matthew Rhys – Ray Smith
- James Corden – Walter